# Tatranská Lesná
Tatranská Lesná est une localité de la ville de Vysoké Tatry située entre Horný Smokovec et Tatranská Lomnica. Elle est située à 915 m d'altitude. Elle fut fondée en 1927 par la création de pensions pour les touristes. Elle a toujours actuellement une fonction exclusivement touristique.